# Johannes Kornhuber

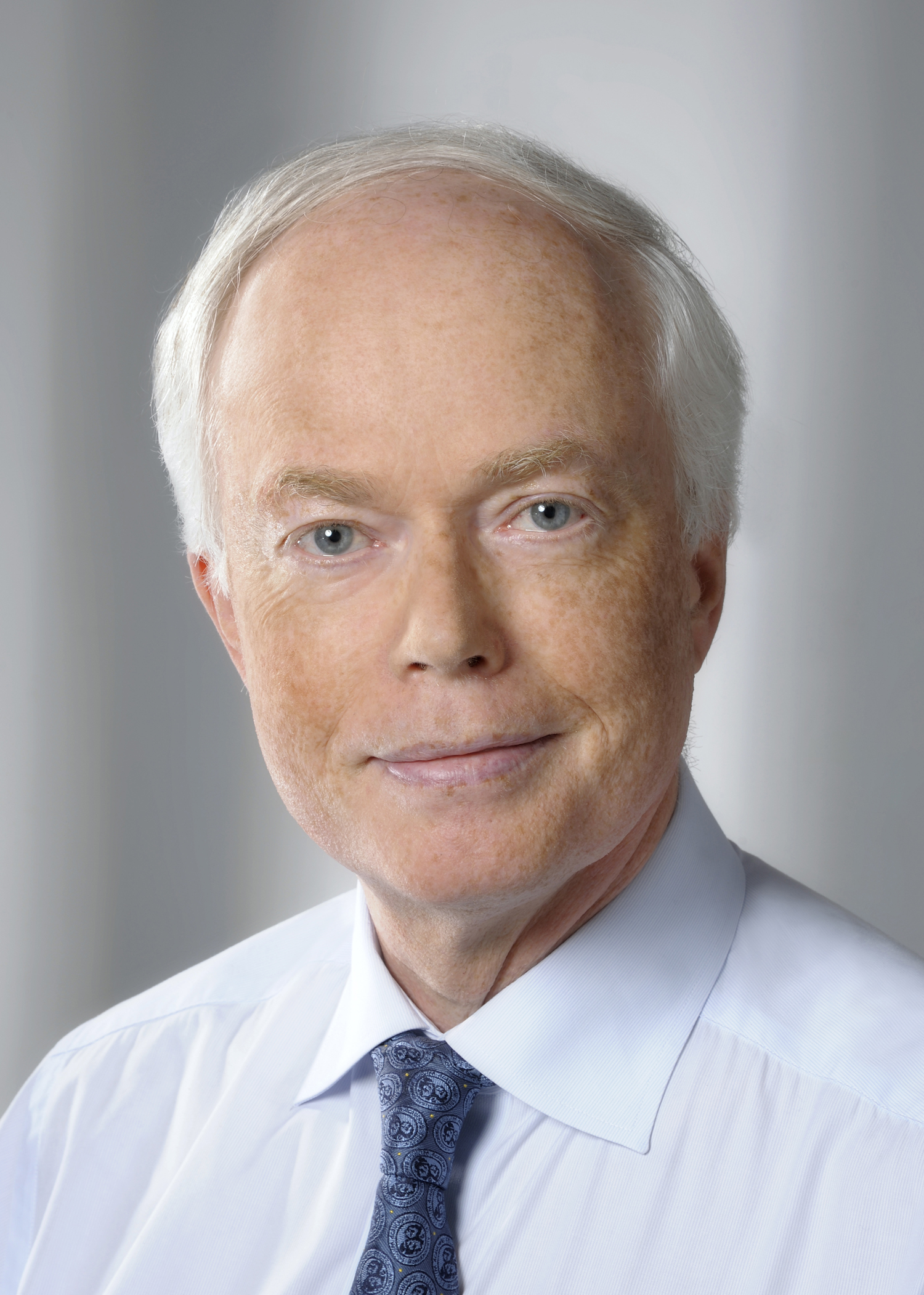
Johannes Kornhuber

Johannes Kornhuber (* 11. September 1959 in Freiburg im Breisgau) ist ein deutscher Psychiater und Psychotherapeut. Er ist Professor für Psychiatrie und Psychotherapie an der Friedrich-Alexander-Universität Erlangen-Nürnberg und Direktor der Psychiatrischen und Psychotherapeutischen Klinik am Universitätsklinikum Erlangen.

## Leben
Johannes Kornhuber studierte Medizin an der Universität Ulm. Er wurde 1985 in Ulm zum Dr. med. promoviert und arbeitete später als Stipendiat der Deutschen Forschungsgemeinschaft an der Psychiatrischen Universitätsklinik Würzburg. An der Universität Würzburg habilitierte er sich 1992 für das Fach Psychiatrie und Psychotherapie. Ab 1996 leitete er als Schwerpunktprofessor den Bereich Gerontopsychiatrie an der Psychiatrischen Universitätsklinik Göttingen; ab 1998 war er zusätzlich Leitender Oberarzt und stellvertretender Direktor der Klinik. Seit dem Jahr 2000 ist er Lehrstuhlinhaber für Psychiatrie und Psychotherapie und Direktor der Psychiatrischen und Psychotherapeutischen Universitätsklinik an der Friedrich-Alexander-Universität Erlangen-Nürnberg.
Johannes Kornhuber ist verheiratet und hat zwei Kinder. Er ist der Sohn des Neurologen Hans Helmut Kornhuber.

## Werk
Kornhuber hat zum Verständnis der biologischen Grundlagen von Depressionen, Schizophrenien, Suchterkrankungen sowie demenziellen Störungen beigetragen und hat neue Wirkmechanismen von Psychopharmaka entdeckt.
Die Beschreibung des Wirkungsmechanismus von Memantine lieferte eine wichtige Grundlage für dessen weltweite Zulassung als Antidementivum. Bei der weiteren Beschäftigung mit Memantine und anderen Psychopharmaka fand Kornhuber eine hohe Anreicherung der Substanzen im Hirngewebe des Menschen, u. a. bedingt durch Aufnahme in saure intrazelluläre Bereiche. Die hohe Anreicherung im Hirngewebe lässt sowohl den verzögerten Wirkeintritt von Antidepressiva und Neuroleptika wie auch verlängerte Wirkungen nach deren Absetzen besser verstehen. Diese Überlegungen ließen neue Wirkorte für Psychopharmaka innerhalb der sauren intrazellulären Bereiche vermuten. Einer dieser Wirkorte ist das intra-lysosomale Ceramid-bildende Enzym saure Sphingomyelinase. Antidepressiva hemmen dieses Enzym und entfalten darüber ihre Wirkung. Kornhuber hat das Akronym FIASMA für die Gruppe der Pharmaka mit einer funktionell hemmenden Wirkung auf die saure Sphingomyelinase eingeführt. Auch die Wirkung von Neuroleptika ist teilweise über deren Anreicherung in sauren synaptischen Vesikeln erklärbar. Im Bereich der Suchterkrankungen untersucht Kornhuber die prägende Wirkung vorgeburtlichen Testosterons auf das sich entwickelnde Gehirn. Er beteiligte sich an der Entwicklung der Glutamathypothese der Schizophrenien.
Kornhuber ist an nationalen Verbundforschungsprojekten, u. a. dem Kompetenznetz Demenzen, dem Forschungsnetz für psychische Erkrankungen, einem Forschungsnetz zur Prävention von Suchterkrankungen sowie an der Entwicklung der aktuellen Leitlinie zu Demenzen beteiligt. In der klinischen Versorgung setzt er sich für eine multimodale Behandlung ein.

## Auszeichnungen
- Wissenschaftspreise
  - Wissenschaftspreis der Deutschen Gesellschaft für Psychiatrie und Nervenheilkunde (1990)
  - Organon-Preis der Deutschen Gesellschaft für Biologische Psychiatrie (1990)
  - Rafaelsen Award des Collegium Internationale Neuro-Psychopharmacologicum (1994)
  - Burda-Preis 1994 der Senator Dr. Franz Burda-Stiftung (1995)
  - Klaesi-Preis der Schweizerischen Akademie der Medizinischen Wissenschaften (1995)
  - AGNP-Preis für Forschung in der Psychopharmakologie (1999)
  - Ehrenpreis – Deutscher Förderpreis für Schmerzforschung und Schmerztherapie (2000)
  - Preis „ZukunftErfindenNRW“ Der HochschulWettbewerb 2011 3. Preis (zusammen mit Jens Wiltfang, Manuel Maler et al.; 2011)
  - Annika Liese-Preis (zusammen mit Erich Gulbins) (2014)[24]
  - Wilhelm-Feuerlein-Forschungspreis 2016 (zusammen mit Bernd Lenz und Christian P. Müller)
- Andere Preise
  - Preise für „Gute Lehre“ in der Humanmedizin, Universität Erlangen (2006, 2010, 2013, 2014, 2015, 2020)
  - Renate-Wittern-Sterzel-Preis (Gleichstellungspreis), Universität Erlangen (2016, zusammen mit Ingrid Artus, Stefan Kerber-Clasen und Judith Holland), Informationen zur Preisverleihung

## Schriften (Auswahl)
- WD Oswald, U Lehr, C Sieber, J Kornhuber (Hrsg.): Gerontologie. Medizinische, psychologische und sozialwissenschaftliche Grundbegriffe. Kohlhammer, Stuttgart 2006, ISBN 978-3-17-018633-0.
- M Stemmler, J Kornhuber: Demenzdiagnostik. Hogrefe, Göttingen 2018, ISBN 978-3-8017-2760-4.